# Tyrophagus similis
Tyrophagus similis är en spindeldjursart som beskrevs av Volgin 1949. Tyrophagus similis ingår i släktet Tyrophagus och familjen Acaridae. Inga underarter finns listade i Catalogue of Life.